# James Bond 007 – In tödlicher Mission
James Bond 007 – In tödlicher Mission (Originaltitel: For Your Eyes Only) ist der zwölfte, von Eon Productions Ltd. produzierte James-Bond-Film. Roger Moore agierte darin zum ersten Mal unter der Regie von John Glen. Der Film startete am 7. August 1981 in den bundesdeutschen Kinos. Es ist der erste Film der Reihe, für den kein Roman vom originalen Bond-Autor Ian Fleming als Grundlage zur Verfügung stand. Stattdessen entnahm man den Titel und die Figur der Melina einer seiner Kurzgeschichten. Andere Teile der Handlung und die Figuren Columbo und Kristatos stammen ebenfalls aus der Kurzgeschichte Risico. Der Film wurde bereits im Abspann von Der Spion, der mich liebte als Nachfolger angekündigt, aber aufgrund der Produktion von Moonraker – Streng geheim verschoben.

## Handlung

### Vorspann

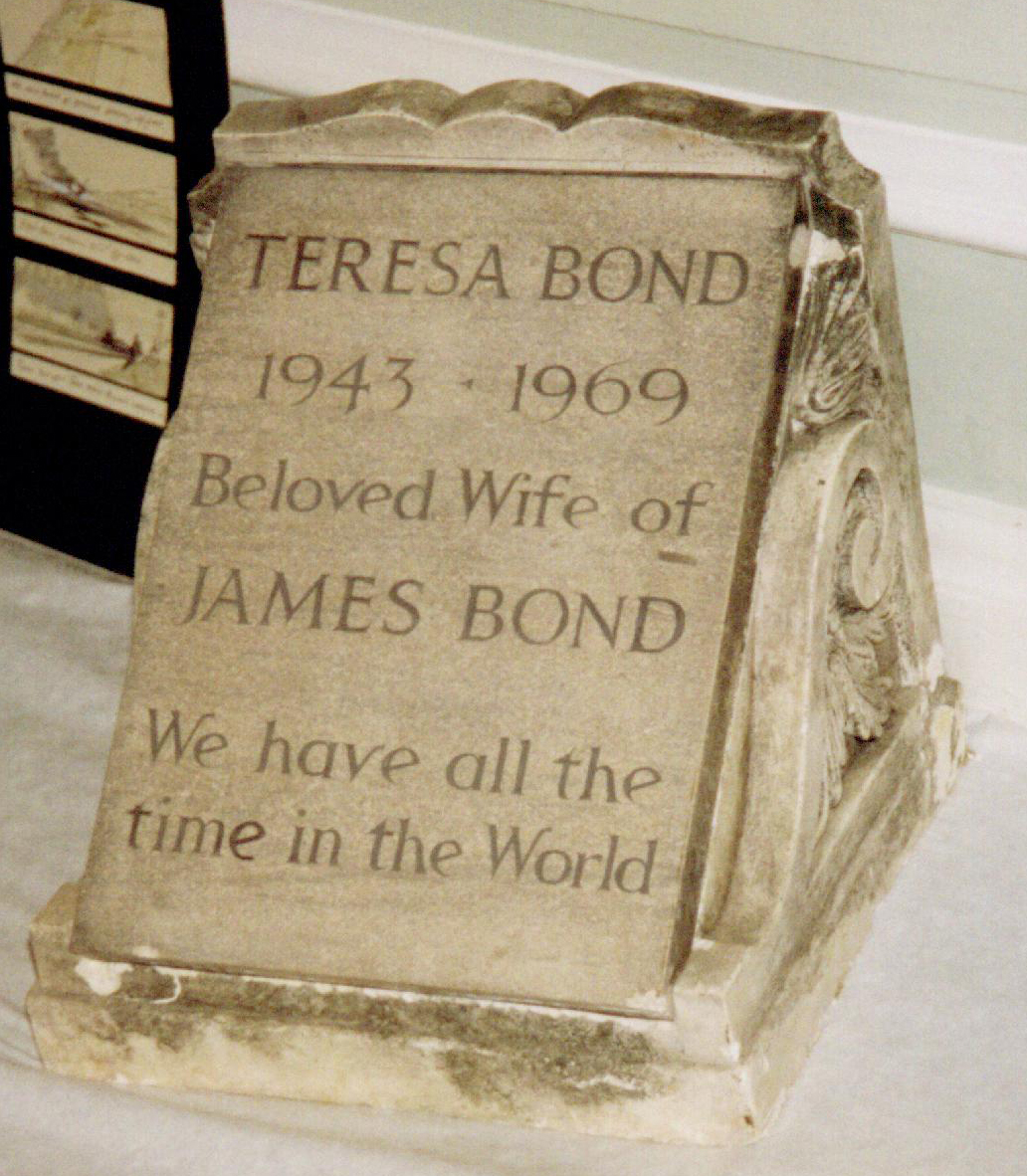
Grabstein von Teresa Bond

James Bond besucht das Grab seiner Ehefrau Tracy (Teresa Bond, laut Grabinschrift), die am Ende des Filmes Im Geheimdienst Ihrer Majestät von Irma Bunt, einer Gehilfin von Bonds Erzrivalen Blofeld (zu erkennen an seiner Glatze, seiner Katze und den Verletzungen, die er im selben Film erlitten hatte), ermordet worden war. Blofeld lockt Bond durch eine gefälschte Nachricht in einen ferngesteuerten Hubschrauber, um ihn in der Luft zu töten. Bond kann jedoch die Kontrolle über den Hubschrauber erlangen und tötet seinerseits Blofeld, indem er dessen Rollstuhl auf eine Kufe des Hubschraubers aufgabelt und seinen Widersacher in einen Schornstein fallen lässt.
Sein Name wird im Film nicht genannt, es wurde aber später bestätigt, dass es sich um Blofeld handelt. Der britische Schauspieler John Hollis verkörperte im Film Ernst Stavro Blofeld und wird im Abspann nicht genannt.

### Haupthandlung
Bond erhält den Auftrag, ein verschwundenes ATAC (Automatic Targeting Attack Communicator), einen Steuercomputer für den Start von Atomraketen, aufzuspüren. Das ATAC befand sich zuletzt an Bord eines Schiffes der britischen Marine, welches im Ionischen Meer nach Kollision mit einer Seemine aus dem Zweiten Weltkrieg gesunken war. Bond soll vor allem den Russen, vertreten durch General Gogol, zuvorkommen, die sich ebenfalls für ATAC interessieren dürften. Im Auftrag des britischen Geheimdienstes hatte der Archäologe Havelock zwar heimlich nach dem ATAC gesucht, doch er und seine Frau wurden dabei von dem Killer Hector Gonzales ermordet. Nur seine Tochter Melina überlebte und sinnt auf Rache. Dass Gonzales der Täter war, weiß man durch Melina, die eine entsprechend gute Täterbeschreibung abgeben konnte.
Bond begibt sich zu Gonzales’ Anwesen in der Nähe von Madrid, um eine Spur zu bekommen. Bevor 007 von dessen Handlangern entdeckt wird, beobachtet er, wie ein Unbekannter Gonzales bezahlt. Überraschend erschießt Melina den Killer mit einer Armbrust und ermöglicht Bond die gemeinsame Flucht. Es schließt sich eine Verfolgungsjagd durch einige spanische Dörfer an, in der Bond den Wagen von Melina, einen gelben Citroën 2CV, fährt. Der Auftraggeber des Killers wird schließlich von Q mittels Personendatenbank als der belgische Gangster Locque identifiziert. Die Spur führt Bond nach Cortina d’Ampezzo, wo er über seinen Kontaktmann Ferrara den griechischen Reeder Ari Kristatos trifft, der beiden weiterzuhelfen verspricht. Nach etlichen Angriffen sowie einer Verfolgungsjagd mit Skiern und Motorrädern begibt sich Bond für weitere Ermittlungen nach Korfu.
Von Kristatos erfährt Bond, dass der bekannte Schmuggler Columbo angeblich hinter dem Mordanschlag an Melinas Eltern steckt. Mit der Zeit erweist sich das jedoch als Fehlinformation, denn der eigentliche Schurke ist Kristatos selbst. Columbo verbündet sich mit Bond, und sie schleichen in Kristatos’ Lager in Albanien, in dem sich Waffen und Drogen befinden. Mit Hilfe von Columbos Leuten kann Bond dieses zerstören und zudem Locque, der für Kristatos arbeitet, liquidieren.
Als Bond den Computer mit Hilfe von Melina aus dem versunkenen Wrack birgt, erwartet ihn Kristatos bereits, um ihm das überaus wertvolle Gerät wieder abzunehmen. Außerdem sollen die beiden unliebsamen Zeugen verschwinden. Letzteres misslingt – Melina und Bond überleben. Columbo, der das Versteck von Kristatos in einem ehemaligen Meteora-Kloster in den Bergen kennt, unterstützt mit seinen Männern Bond und Melina, um den Computer zurückholen. Die Klosterfestung, in der Kristatos den Computer General Gogol vom KGB übergeben will, befindet sich auf einem hohen Felsen, und Bond muss an einer Felswand den Berg hinaufklettern, da der einzige Zugang eine Winde mit einem Lastenkorb ist, die nur von oben bedient werden kann. Als ihm dies nach Hindernissen knapp gelingt, kann er dem Team den Zugang nach oben ermöglichen und verhindern, dass das ATAC an den zwischenzeitlich gelandeten Gogol übergeben wird. Die Handlanger Kristatos’ werden überwältigt und Letzterer von Columbo getötet. Bond wirft den ATAC-Computer in die Tiefe, wobei dieser zerstört wird, was von Gogol positiv aufgenommen wird, da nun keiner der Kontrahenten das Gerät besitzt. Bei einem Satellitentelefonat mit Margaret Thatcher am Ende spricht statt Bond der Papagei.

## Hintergrund

### Drehbuch
Obwohl Moonraker ein großer kommerzieller Erfolg gewesen war, sollte die James-Bond-Serie mit In tödlicher Mission einen neuen Weg einschlagen. Moonraker war ein mit technischen Spielereien überladenes Spektakel, und die Kritiken waren nicht besonders gut ausgefallen.
Michael G. Wilson, der bei Moonraker zum ausführenden Produzenten aufgestiegen war und nun als Broccolis rechte Hand galt, bekam größeren Einfluss auf die Filmserie. Er fand, dass James Bond sich wieder auf seine eigenen Stärken als Person verlassen solle und nicht mehr so abhängig von technischen Spielereien sein dürfe.
Die Produzenten hatten erkannt, dass es Christopher Woods Drehbüchern „an Energie und innerer Logik mangelte“. Also wurde der Bond-Veteran Richard Maibaum zurückgeholt, um gemeinsam mit Michael G. Wilson ein Drehbuch zu schreiben.
Man übernahm den Titel und einige Figuren aus Flemings Kurzgeschichte For Your Eyes Only und einige andere Personen sowie Handlungselemente aus der Kurzgeschichte Risico. Die Szene, in der Bond und die junge Frau von einem Boot durch ein haiverseuchtes Korallenriff gezogen werden, stammt aus dem Buch Leben und sterben lassen und war im gleichnamigen Film nicht verwendet worden.
Die Einleitungssequenz wurde geschrieben, um einen potentiell neuen James-Bond-Darsteller einzuführen und ihn in Verbindung mit früheren Elementen der Serie zu bringen. Bond besucht das Grab seiner in Im Geheimdienst Ihrer Majestät ermordeten Frau und kämpft schließlich gegen eine Person, die offensichtlich Blofeld darstellen soll. Aufgrund der undurchsichtigen Rechtslage bezüglich der Figur Blofeld wurde dieser Name jedoch weder im Film noch im Abspann genannt. Zur damaligen Zeit befanden sich die Rechte für Feuerball, die vermutlich auch die Rechte an Blofeld und SPECTRE einschlossen, bei Kevin McClory.

### Titel
In tödlicher Mission war der erste James-Bond-Film, dessen Originaltitel einer Kurzgeschichte Ian Flemings entnommen wurde und nicht einem Roman. Die wörtliche deutsche Übersetzung des Titels lautet „Nur für Deine Augen“, und während der Dreharbeiten berichteten einige deutsche Zeitungen, dass dies der deutsche Titel des Films sein werde. Sinngemäß übersetzt lautet der Titel jedoch „Streng geheim“, was bereits im Titel zu Moonraker – Streng geheim verwendet wurde.
Im Film taucht der Originaltitel „For Your Eyes Only“ auf der Akte auf, mit der Bond sein Auftrag erteilt wird und im englischen Original noch einmal in der Schlussszene. Melina sagt ihn zu Bond, als er ihr den Bademantel abstreift. In der deutschen Fassung heißt es hier: „Für dich ganz allein.“

### Besetzung und Stab
Während Maibaum und Wilson bereits am Drehbuch arbeiteten, stand noch nicht fest, ob Roger Moore ein weiteres Mal den Geheimagenten spielen würde. Im Juli 1980 hatte er auf einer Pressekonferenz anlässlich seines Films Die Seewölfe kommen angekündigt, die Rolle des James Bond nicht noch einmal zu spielen. Also begann man mit der Suche nach potentiellen neuen Hauptdarstellern. Im September 1980 konnte man Roger Moore dann jedoch überzeugen, die Hauptrolle in In tödlicher Mission zu übernehmen.
Als weibliche Hauptdarstellerin in der Rolle der Melina Havelock wurde Carole Bouquet verpflichtet, die bereits für die Rolle der Holly Goodhead in Moonraker vorgesprochen hatte. Sie konnte nicht tauchen, weshalb alle Unterwasserszenen über Wasser gedreht wurden. Zuvor hatte Ornella Muti die Rolle abgelehnt.
Für die Nebenrolle der Gräfin Lisl von Schlaf wurde die australische Schauspielerin Cassandra Harris engagiert. Bei einem gemeinsamen Essen während der Dreharbeiten stellte sie dem Produzenten Albert R. Broccoli ihren Verlobten vor, einen damals noch relativ unbekannten Schauspieler namens Pierce Brosnan.
Die Rolle der Bibi Dahl wurde von der ehemaligen professionellen Eiskunstläuferin Lynn-Holly Johnson gespielt, die seit 1978 auch als Schauspielerin tätig war.
Lois Maxwell und Desmond Llewelyn kehrten in ihre gewohnten Rollen als Miss Moneypenny bzw. Q zurück. Als M war ursprünglich wieder Bernard Lee vorgesehen, der jedoch bereits schwer erkrankt war und die Rolle daher nicht mehr spielen konnte. Seine Rolle wurde nicht neu besetzt, sondern der Dialog zwischen den Figuren Q, dem von Geoffrey Keen gespielten Verteidigungsminister und dem Stabschef Bill Tanner, gespielt von James Villiers, aufgeteilt. Noch während der Dreharbeiten zum Film starb Lee am 16. Januar 1981 im Alter von 73 Jahren.
Die Rolle der Margaret Thatcher als Premierministerin, die am Ende des Films versucht, sich bei Bond telefonisch zu bedanken, wurde von Janet Brown gespielt. Brown war in der Thatcher-Ära die gefragteste Radio- und Fernseh-Parodistin der Eisernen Lady.
John Glen zeigte sich zum ersten Mal für die Regie verantwortlich, er war bereits lange Zeit als Filmeditor und Regisseur des zweiten Teams für die Bond-Serie tätig gewesen.
Julian Glover spielt den Gegner von James Bond, Aristoteles Kristatos. Ein Jahr zuvor (1980) spielte er den General Maximilian Veers in dem Star-Wars-Film Das Imperium schlägt zurück.
Michael Gothard schlug selbst die achteckige Brille für seine Rolle des Locque vor, um die Figur im Film interessanter zu machen.
Peter Lamont war hier erstmals allein als Filmarchitekt tätig und blieb bis zuletzt mit Casino Royale der Reihe erhalten.

### Titelsequenz
Die Titelsequenz wurde wie in beinahe allen Filmen zuvor von Maurice Binder gestaltet. Erstmals ist die Interpretin des Titelliedes, Sheena Easton, während der Titelsequenz auf der Leinwand zu sehen.

### Dreharbeiten
Die Dreharbeiten begannen am 15. September 1980 und endeten am 13. Februar 1981. Sie wurden von einem schweren Unfall überschattet. In Cortina wurde die Szene gedreht, bei der Bond in der Bobbahn auf Skiern vor Männern auf Motorrädern flieht. Dabei wurde am 17. Februar 1981 ein Rennschlitten aus der Bahn geschleudert und der 23-jährige italienische Stuntman Paolo Rigon, der am Steuer saß, getötet.
Der 30-Meter-Sturz vom Felsen des Klosters wurde von dem Stuntman Rick Sylvester durchgeführt, der sich bereits in der Anfangssequenz von Der Spion, der mich liebte mit Skiern in eine Schlucht gestürzt und dann mit einem Fallschirm seinen Sturz abgefangen hatte. Roger Moore hingegen hatte enorme Höhenangst.

### Schauplätze und Drehorte

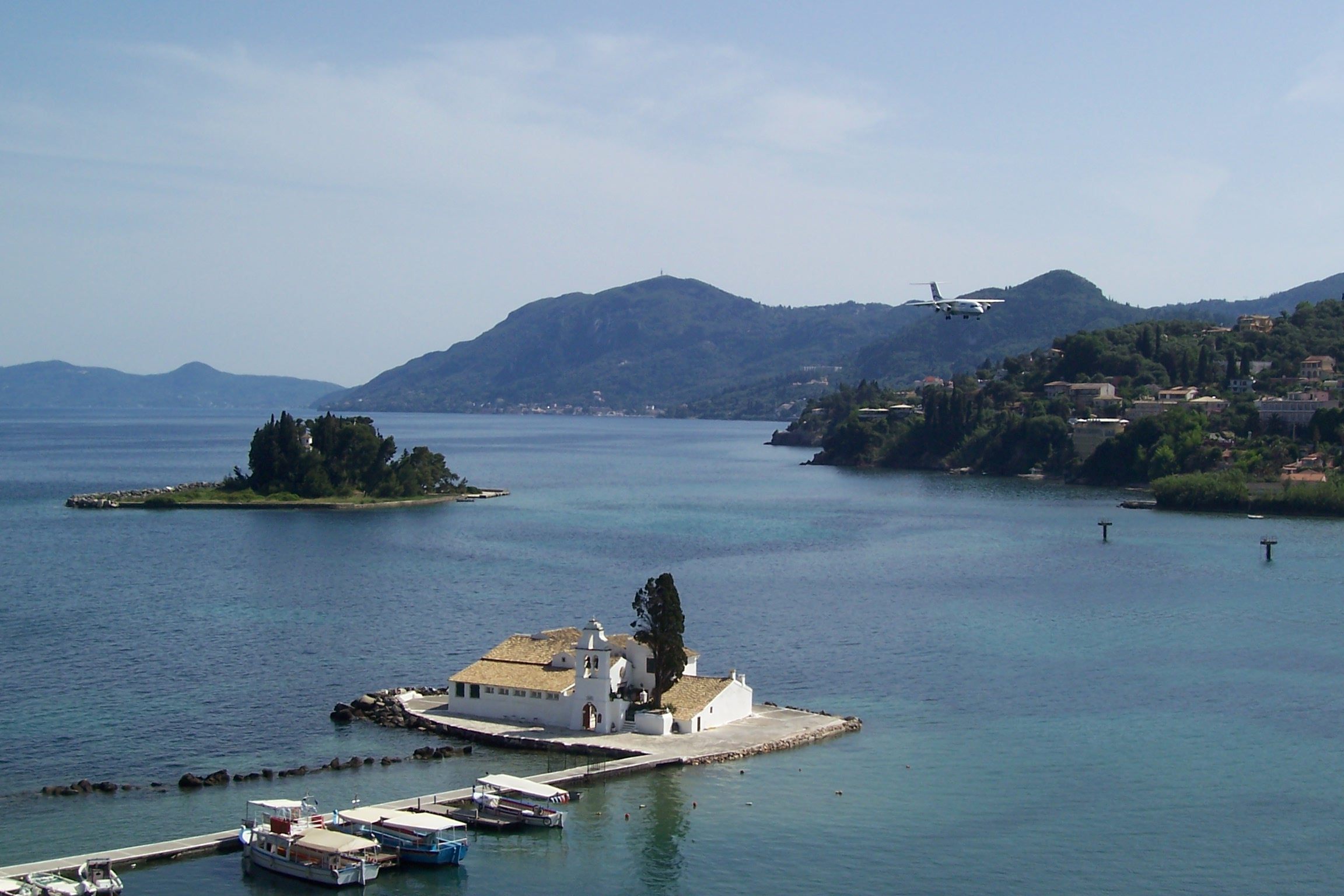
Die Klosterinsel Vlacherna und die „Mäuseinsel“ (Pondikonisi) waren Drehorte für den Film
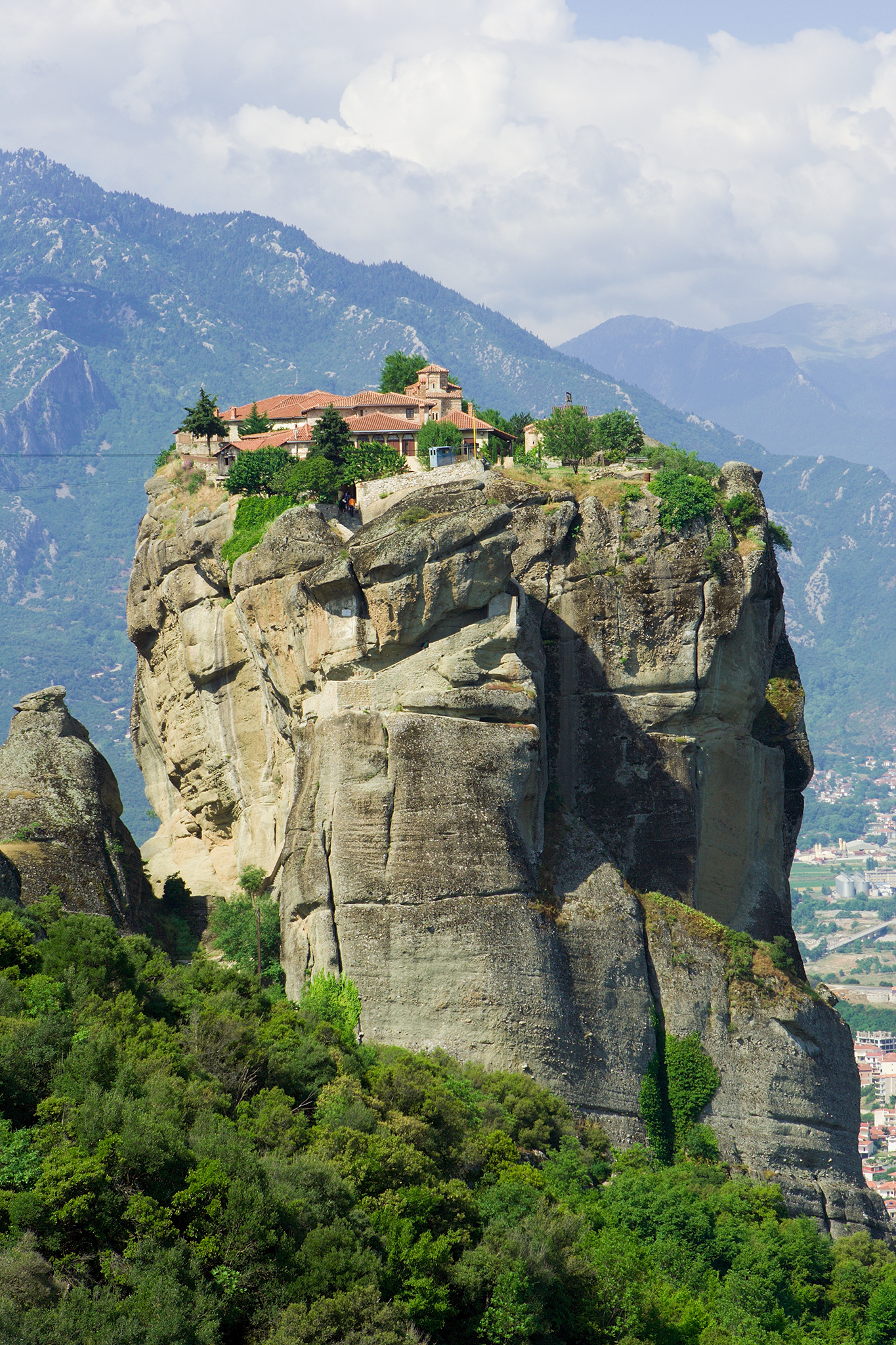
Meteora-Kloster Agía Triáda, einer der Drehorte
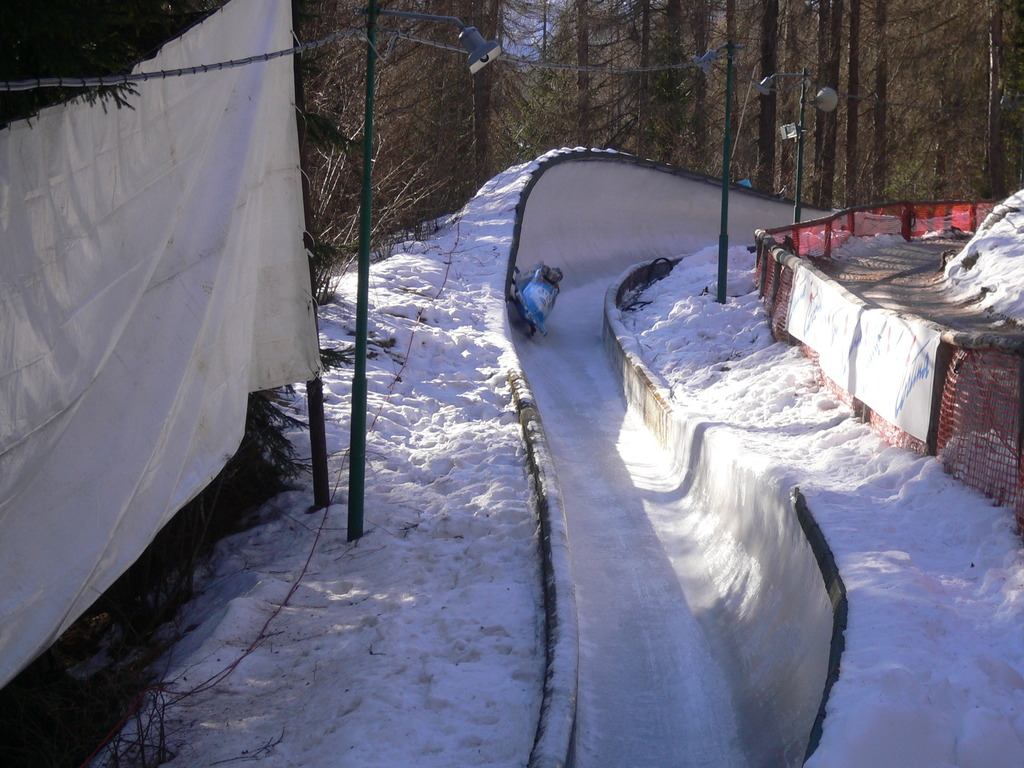
Die Bob-Bahn bei Cortina im Jahr 2007
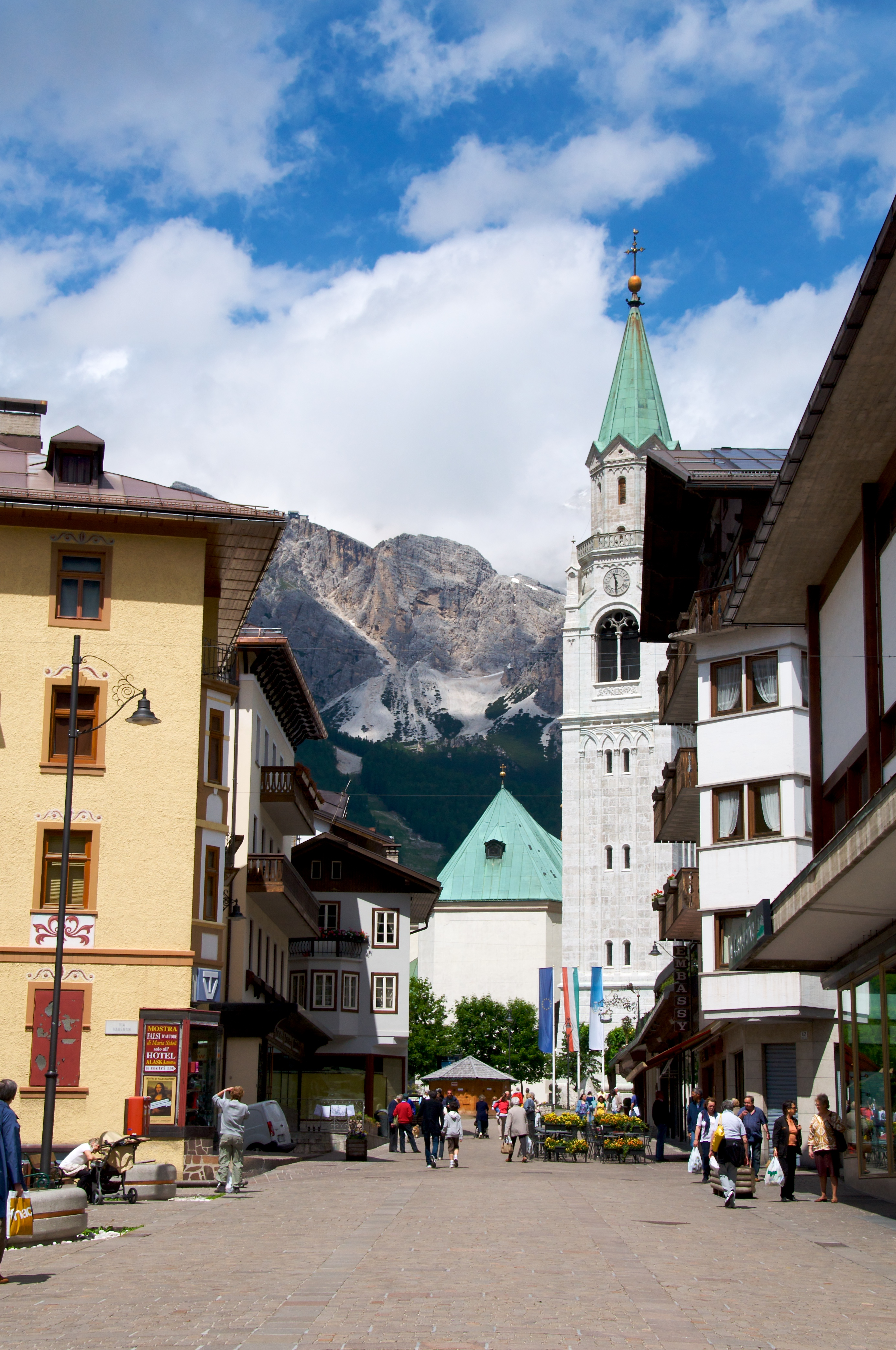
Die Innenstadt von Cortina
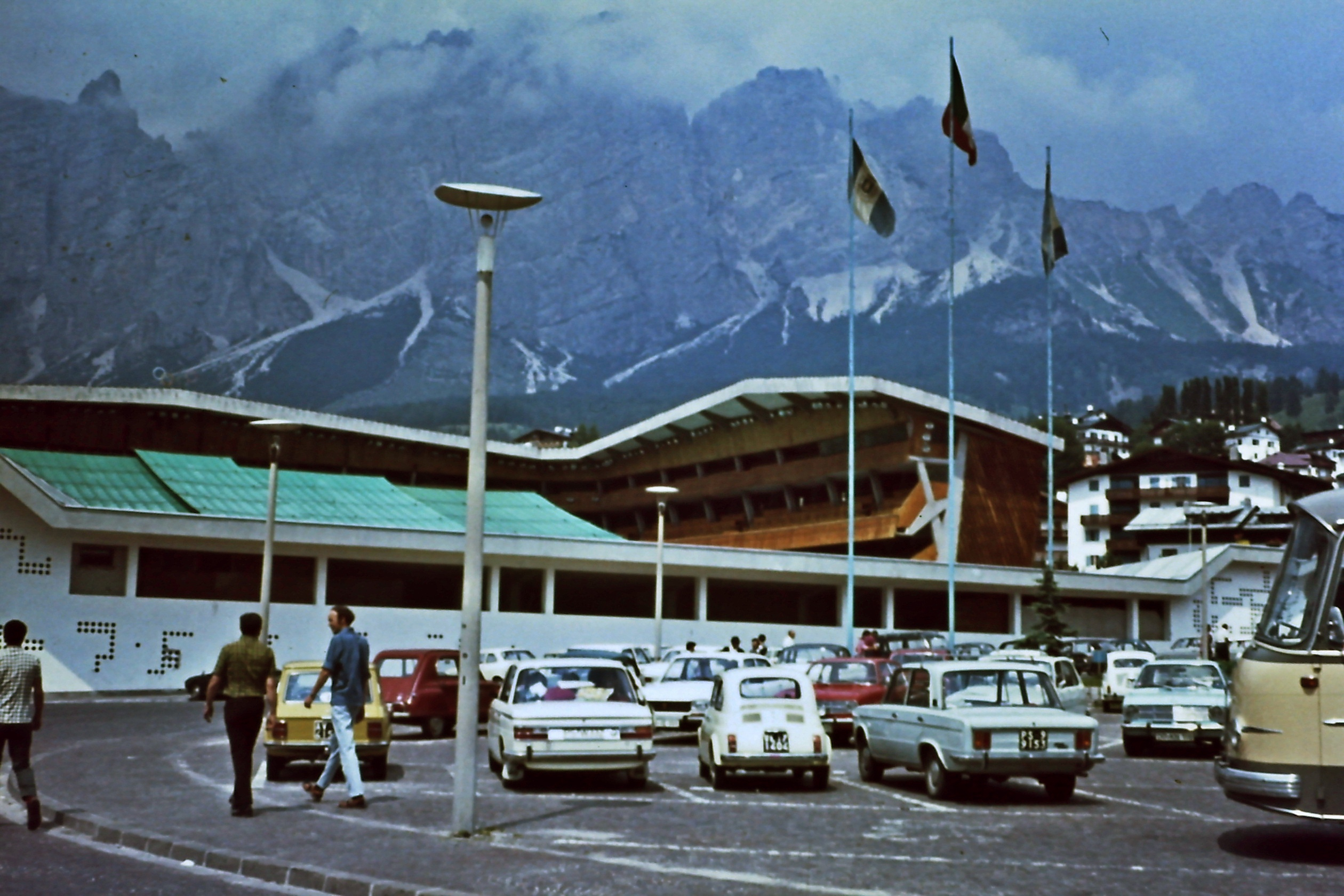
Olympisches Eisstadion (Stadio Olimpico)
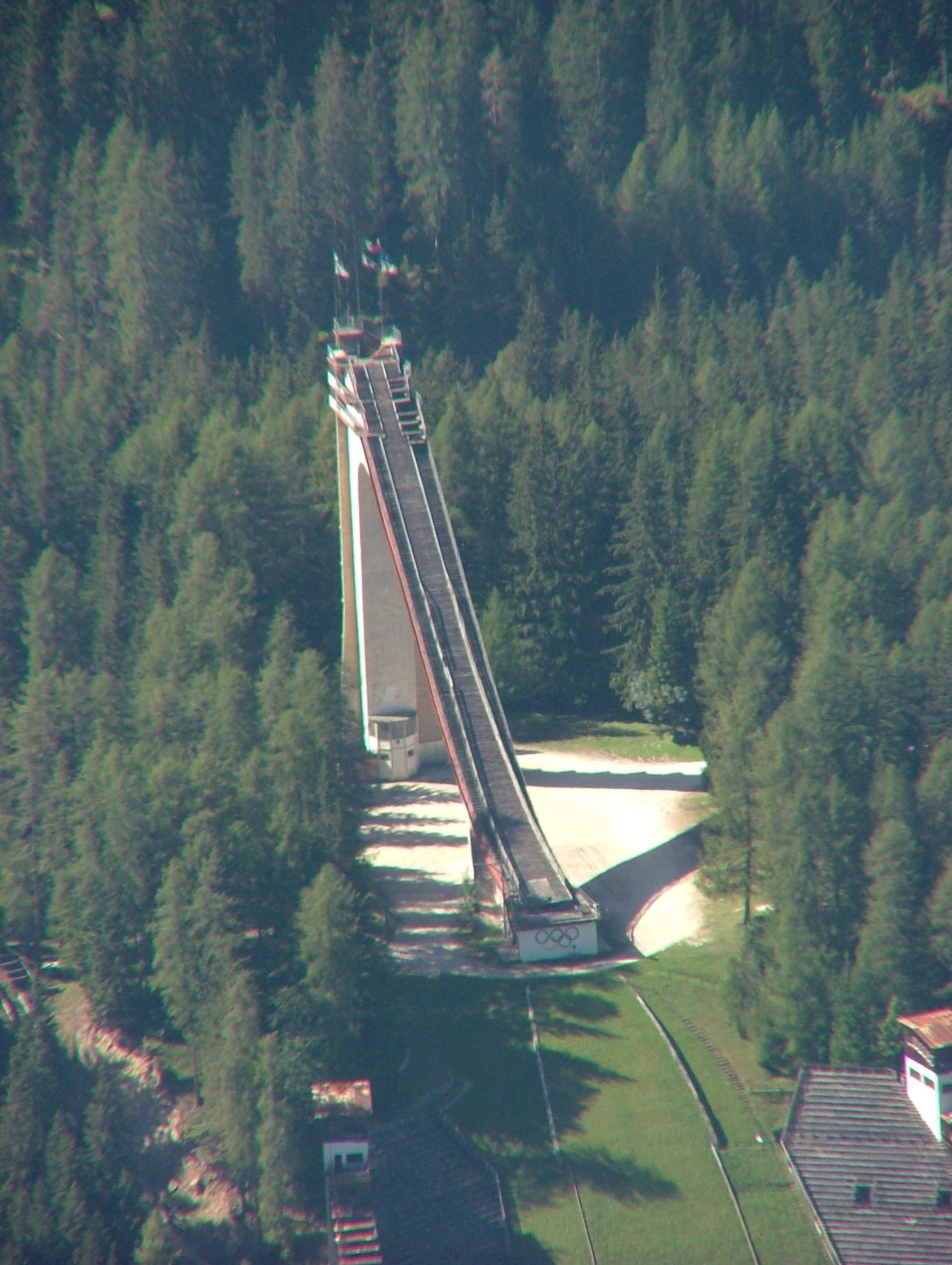
Olympische Skisprungschanze Trampolino Italia

Die Eröffnungssequenz, in der noch einmal Bonds alter Widersacher Ernst Stavro Blofeld auftritt, spielt nahe der Themse (Beckton Gas Works) in London. Die Skiszenen entstanden in Cortina d’Ampezzo in den Dolomiten, u. a. auf der olympischen Sprungschanze und Bobbahn (Pista olimpica Eugenio Monti). Weitere Szenen entstanden im Ort und im Olympischen Eisstadion Cortina. Ansonsten wurden fast alle Szenen in Griechenland gedreht, auf der ionischen Insel Korfu, und die Felsenkletterszene bei den Klöstern von Meteora.
Die Szenen auf dem Forschungsschiff der Havelocks sind in der Bucht von Kalami an der Ostküste Korfus entstanden, etwa zwei Kilometer Luftlinie von Albanien entfernt.
In der Hauptstadt von Korfu (gr. Kerkyra) wurden folgende Sehenswürdigkeiten als Kulisse verwendet:
- das Kloster von Vlacherna bei der sogenannten „Mäuseinsel“ (Pondikonisi)
- die Marktszenen der Altstadt
- die Esplanade
- die Alte Venezianische Festung
- ein kleiner Hafen mit Bootshaus am Fuße dieser Festung (Drogenlagerhaus von Kristatos)
- Tunnel, Treppen und Mauern der Festung (Kulisse für die Verfolgungsjagd, an deren Ende Bond den von Kristatos angeheuerten Killer Emile Locque in dessen Mercedes-Benz S-Klasse erledigt)

Das damalige Spielcasino und die Portikus des Achilleion (Palast der Kaiserin Elisabeth von Österreich („Sissi“) und später des deutschen Kaisers Wilhelm II.) war ebenfalls ein Drehort des Films. Auf der Gartenterrasse des Achilleion wurde das gemeinsame Abendessen von Bond und Kristatos gedreht. Weiter hinten in diesem Garten (an der Statue des Heldenhaften Achill) befindet sich die Terrasse mit der Aussicht auf das Ionische Meer, wo Bond sich in einer anderen Szene mit Melina bei einem romantischen Sonnenuntergang unterhält.
Die angeblich bei Madrid liegende Villa des Killers Hector Gonzalez, der Melinas Eltern erschossen hat, heißt Villa Sylva und liegt in Wirklichkeit ebenfalls auf Korfu, oberhalb des Klosters Vlacherna gleich neben dem ehemaligen Hotel Hilton. Die anschließende Verfolgungsjagd mit der gelben Ente wurde u. a. im Gebirgsdorf Pagi im Nordwesten Korfus gefilmt. Die Strandbuggy-Szene, in der Emile Locque Columbos Geliebte Lisa überfährt, fand in den Sanddünen neben dem Korission-See an der Südwestküste Korfus statt.
Da es in Cortina D’Ampezzo während der Dreharbeiten nicht schneite, musste das Produktionsteam mit Lastern Schnee von den nahegelegenen Bergen holen, der dann für den Dreh in den Straßen des Ortes verteilt wurde.

### Gadgets

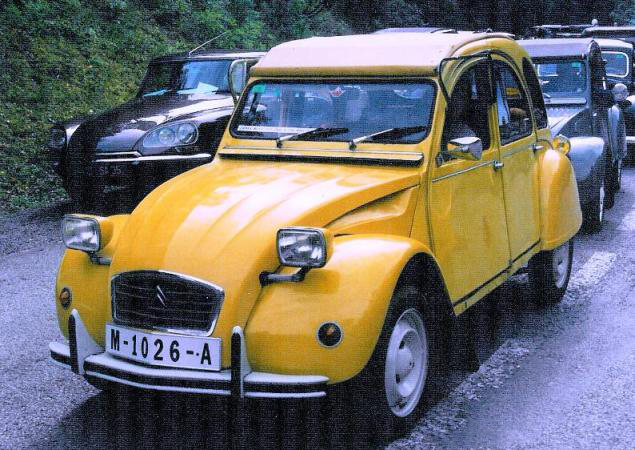
Citroën 2CV 007

- Roger Moore fährt bei einer Verfolgungsjagd einen Citroën 2CV (Ente). Wenig später legte Citroën eine Sonderserie des 2CV in Gelb auf, die an der Seite, der Motorhaube und dem Heck aufgeklebte „Einschusslöcher“ und auf den Seiten den „007“-Schriftzug aufweist. Dieses Aufkleberset konnte man noch bis in die 1990er Jahre bei Citroën beziehen.
- Das Bond-Auto ist nochmals der Lotus Esprit Turbo (siehe Der Spion, der mich liebte). Ein weißes Exemplar zerstört sich bereits nach kurzem Einsatz selbst, als ein Bösewicht auf der Suche nach Bond die Seitenscheibe einschlägt, obwohl ein dreieckiger Aufkleber auf eine „Diebstahlsicherung“ hinweist. Im späteren Verlauf des Films fährt Bond dann einen roten Lotus Esprit Turbo.
- Ein Identifikationscomputer („Identigraph“) von Q hilft Bond bei der Suche nach der Herkunft von Verdächtigen weiter.
- Bond verwendet, wie am Ende des Films ersichtlich wird, eine Armbanduhr der Marke Seiko, mit der er vom MI6 über Satellitentelefon angerufen werden kann.

### Filmmusik
Die deutsche Version des Titelsongs heißt In deinen Augen und wurde von Sollie Nero gesungen.
Deborah Harry nahm ebenfalls einen Titelsong auf, der aber abgelehnt und später auf dem Studioalbum The Hunter ihrer Band Blondie veröffentlicht wurde.

Logo für US-Markt und Soundtrack

Der Soundtrack erschien erstmals 1981 bei Liberty Records auf LP, nachdem die Musiksparte von United Artists (als Folge des Verkaufs von United Artists an MGM) aufgegeben worden war. Im Jahr 1990 kam die erste seltene CD-Pressung auf den Markt. RykoDisc brachte 2000 eine neue Version mit Bonus-Track heraus, die Capitol Records nach dem 40. James-Bond-Jubiläum 2003 nur mit angepasstem Beiheft veröffentlichte.
| Originalauflage 1. For Your Eyes Only (03:02) gesungen von Sheena Easton 2. A drive in the country (02:20) 3. Take me home (02:27) Flügelhorn-Solo von Eddie Blair 4. Melina’s revenge (02:14) 5. Gonzales takes a dive (03:09) 6. St. Cyril’s monastery (04:33) 7. Make it last all night (03:28) gesungen von Rage 8. Runaway (03:49) 9. Submarine (02:35) 10. For Your Eyes Only (Instrumental Version) (01:29) Flügelhorn-Solo von Derek Watkins 11. Cortina (01:41) 12. The P.M. gets the bird/For Your Eyes Only – Reprise (04:58) gesungen von Sheena Easton | Extended Version (2000) 1. For Your Eyes Only (Main Title Song) (03:07) gesungen von Sheena Easton 2. A Drive In The Country (02:25) 3. Take Me Home (02:32) Flügelhorn-Solo von Eddie Blair 4. Melina’s Revenge / Death Of Blofeld (02:18) 5. Gonzales Takes A Dive (03:14) 6. St. Cyril’s Monastery (04:40) 7. Make It Last All Night (03:31) gesungen von Rage 8. Runaway (03:54) 9. Submarine (02:39) 10. For Your Eyes Only (Instrumental Version) (01:35) Flügelhorn-Solo von Derek Watkins 11. Cortina (01:45) 12. The Prime Minister Gets The Bird/For Your Eyes Only (End Titles) (05:05) gesungen von Sheena Easton 13. Gunbarrel / Flowers For Teresa / Sinking The St. Georges (02:54) 14. Unfinished Business / Bond Meets Kristatos (01:53) 15. Ski, Shoot And Jump (05:16) 16. Goodbye Countess / No Head For Heights / Dining Alone (03:20) 17. Recovering The ATAC (02:28) 18. Sub Vs. Sub (03:16) 19. Run Them Down / The Climb (02:58) |

### Synchronisation
Die deutschsprachige Synchronisation erfolgte durch Cine Adaption, München.
| Rolle                       | Schauspieler       | Deutscher Synchronsprecher |
| --------------------------- | ------------------ | -------------------------- |
| James Bond                  | Roger Moore        | Niels Clausnitzer          |
| Melina Havelock             | Carole Bouquet     | Angelika Bender            |
| Milos Columbo               | Topol              | Wolfgang Hess              |
| Bibi Dahl                   | Lynn-Holly Johnson | Simone Brahmann            |
| Aristoteles Kristatos       | Julian Glover      | Horst Naumann              |
| Emile Leopold Locque        | Michael Gothard    | kein Text                  |
| Lisl                        | Cassandra Harris   | Helga Trümper              |
| Jacoba Brink                | Jill Bennett       | Karin Kernke               |
| Erich Kriegler              | John Wyman         | Bernd Stephan              |
| Sir Timothy Havelock        | Jack Hedley        | Hartmut Reck               |
| Miss Moneypenny             | Lois Maxwell       | Emely Reuer                |
| Q                           | Desmond Llewelyn   | Manfred Schmidt            |
| Sir Frederick Gray          | Geoffrey Keen      | Wolf Akva                  |
| General Gogol               | Walter Gotell      | Walter Reichelt            |
| Bill Tanner                 | James Villiers     | Klaus Guth                 |
| Claus                       | Charles Dance      | kein Text                  |
| Hector Gonzales             | Stefan Kalipha     | Gerd Rigauer               |
| Premierministerin           | Janet Brown        | Marianne Wischmann         |
| Rollstuhl-Schurke (Blofeld) | John Hollis        | Herbert Weicker            |

Beim Geturtel zwischen Bond und der angeblichen „Gräfin Lisa“ entfleucht dieser in der deutschen Synchronfassung eine Bemerkung im Berliner Dialekt („ausjejlitten“), worauf sie, von Bond gefragt, ob sie aus Berlin komme, erwidert, sie komme aus der Nähe von Berlin, nämlich aus Breslau. In der englischen Originalversion fragt Bond in Bezug auf den Dialekt lapidar „Manchester?“; sie antwortet „Close. Liverpool“.

### Uraufführung
Die Premiere von In tödlicher Mission fand am 24. Juni 1981 im Odeon Leicester Square in London in Gegenwart von Prinz Charles und Prinzessin Diana sowie Prinzessin Margaret statt. An der Premiere nahmen auch der ehemalige Bond-Produzent Harry Saltzman, der von Albert R. Broccoli eingeladen worden war, sowie der zukünftige Bond-Darsteller Pierce Brosnan, der seine damalige Frau Cassandra Harris begleitete, teil.

### Veröffentlichung
Der Film startete am 6. August 1981 in den deutschen Kinos und wurde ab 1982 als Leihversion und ab 1984 als Kaufkassette von Warner Bros. in Deutschland veröffentlicht. Warner hatte die Rechte bis Ende der 1990er Jahre inne und gab diese dann an 20th Century Fox ab. Die erste DVD-Version wurde im Zuge der Special Edition im Jahr 2000 veröffentlicht. Die Blu-Ray-Version folgte ab 2012 zum 50. Serien-Jubiläum.
Der Film lief am 19. Mai 1991 auf ARD erstmals im deutschen Free-TV.

### Bezug zu den Romanen
- Die Szene, in der Bond und Melina durch Kielholen mit der Motorjacht erledigt werden sollen, stammt eigentlich aus dem Roman Leben und sterben lassen, aber für dessen Verfilmung und auch alle folgenden Bond-Abenteuer war das Umsetzen dieser Szene viel zu aufwendig. Erst in In tödlicher Mission fanden John Glen und sein Stunt-Team einen Weg, die Szene umzusetzen.
- Der Mord von Melina Havelock an Hector Gonzales als Rache für die Ermordung ihrer Eltern ist der Kurzgeschichte Für Sie persönlich (engl. For your Eyes only) von Ian Fleming aus dem Jahre 1960 entnommen.
- Das Täuschmanöver von Kristatos an Columbo ist in der Kurzgeschichte Risikogeschäfte (engl. Risico) enthalten.

## Nachwirkung

### Finanzieller Erfolg

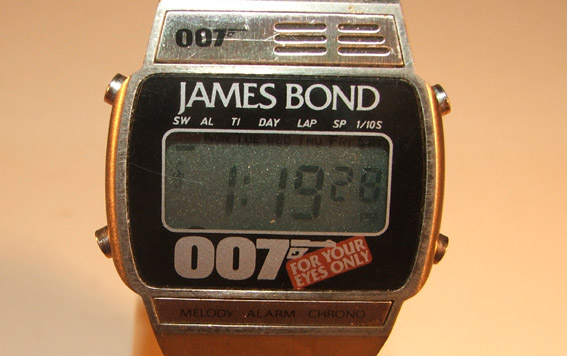
LCD-Uhr For Your Eyes Only, die zum Start des Films auf den Markt kam

In tödlicher Mission entstand mit einem Budget von ca. 28 Mio. US-Dollar.
Der Film war ein kommerzieller Erfolg, der weltweit ca. 195 Mio. US-Dollar einspielte und somit auf der Liste der weltweit erfolgreichsten Filme des Jahres 1981 an zweiter Stelle liegt. Die Zeitschrift Stern gab 2012 als weltweites Einspielergebnis inflationsbereinigte 486 Millionen US-Dollar an, was den Film auf Platz 15 von 23 Bond-Filmen einreiht. Die Besucherzahlen in Deutschland werden mit 4,8 Millionen angegeben, was Platz 11 entspricht.
In den USA wurden je nach Quellenlage nur zwischen 19,8 Mio. und 22,4 Mio. Kinotickets verkauft, mindestens 3 Mio. weniger als noch für Moonraker.

### Zeitgenössische Kritik
Die Kritiken bei Erscheinen des Films waren überwiegend vorsichtig positiv.
Roger Ebert nannte den Film einen „souveränen James-Bond-Thriller, handwerklich gut gemacht“, bemängelte jedoch, „der Film ist zu alltäglich“. Vincent Canby schrieb in der New York Times, In tödlicher Mission sei „gekonnte Unterhaltung“, wenn auch „insgesamt betrachtet nicht der Beste der Reihe“. Variety nannte den Film bei seinem Erscheinen „einen der uneingeschränkt unterhaltsamsten der zwölf bisherigen Bond-Filme“. Time schrieb, Produzent Broccoli hätte nun seit Dr. No „seinen eigenen Film elf Mal wiederverfilmt“, wobei Moore das „lediglich am besten geölte Rädchen im Getriebe dieses Selbstläufers“ sei.

### Spätere Bewertung
Rückblickend wird In tödlicher Mission zumeist positiv bewertet.
Raymond Benson schrieb in seinem 1984 erschienenen Standardwerk The James Bond Bedside Companion, die Produzenten hätten sich mit In tödlicher Mission wieder dem originalen Stil der Bond-Filme der 1960er Jahre zugewandt.
Die Autoren des 1987 erschienenen Buches Die Hintergrund-Story zu 25 Jahre Bond schreiben, der Film kehre zurück „zum Realismus der Serie“.
Die Zeitschrift Entertainment Weekly erstellte 2006 eine Rangfolge der James-Bond-Filme, wobei In tödlicher Mission als 11. von 21 Filmen abschnitt und als „Roger Moores ernsthaftester Auftritt als Bond“ gelobt wurde.
Im Jahre 2009 nannte der deutsche James-Bond-Experte Siegfried Tesche den Film in einer Liste der zehn besten James-Bond-Filme aller Zeiten auf Platz 6. Gefallen fand er an „Willy Bogners Skikünste[n] und eine[r] Entenjagd mit einem quietschgelben Citroen 2CV.“
Zwischen 2011 und 2012 wurde von den Besuchern der James-Bond-Fanseite MI6-HQ.com über die besten Bond-Filme abgestimmt, wobei In tödlicher Mission Platz 10 von 22 Filmen erreichte. Im Jahr 2012 wurden die Bond-Filme auch von den Lesern des 007 Magazine bewertet. In tödlicher Mission belegte den 10. von 24 Plätzen. In einer ebenfalls 2012 veröffentlichten Liste des Rolling Stone nimmt In tödlicher Mission Platz 12 von 24 James-Bond-Filmen ein. Hier wird der Film als „nur teilweise erfolgreicher Versuch“ bezeichnet, wieder „realitätsnäher mit den Bond-Filmen zu werden“. In dem 2012 erschienenen Sonderheft 50 Jahre James Bond des Stern wird der Film mit 3 von 5 Sternen („solide“) bewertet. Gelobt werden die Stunts.

### Auszeichnungen
Goldene Leinwand 1982
- 3 Millionen Zuschauer in 18 Monaten[38]

Oscar 1982
- Nominierung in der Kategorie „Bester Song“ für Bill Conti und Michael Leeson[39]

Golden Globe Award 1982
- Nominierung in der Kategorie „Bester Filmsong“ für Bill Conti und Michael Leeson[40]

## Adaptionen

### Comic
Marvel Comics veröffentlichte einen von Larry Hama geschriebenen Comic in zwei Ausgaben. Die erste Ausgabe erschien im Oktober 1981, die zweite einen Monat später.

### Hörspiel
Das Label Europa veröffentlichte die überarbeitete deutsche Tonspur des Films als Hörspiel auf Musikkassette. Den im Film nicht vorhandenen Erzähler spricht Norbert Langer.